# Penha de França
Penha de França è una freguesia del Portogallo e un quartiere della città di Lisbona, che appartiene alla zona del centro storico della capitale.
Fu creata per un decreto del 13 aprile del 1918 da aree cedute dalle freguesias di Beato, Santa Engrácia e São Jorge de Arroios. 
Il nome della freguesia deriva dalla sua patrona, Nostra Signora di Peña de Francia.
Nel 1959 la sua area fu ridotta in seguito a una riorganizzazione amministrativa dalla quale nacquero le freguesias di São João e Alto do Pina.
In seguito alla riorganizzazione amministrativa del 2012 Penha de França ha visto la sua superficie quadruplicata e la sua popolazione raddoppiata grazie all'annessione della freguesia di São João. La riforma le ha inoltre assegnato una piccola striscia di territorio appartenente alla freguesia di Beato. 

## Monumenti e luoghi d'interesse
- Igreja da Madre de Deus / Mosteiro da Madre de Deus / Museu Nacional do Azulejo
- Palácio Nisa
- Convento de Santos-o-Novo